# 마이크 루킨랜드

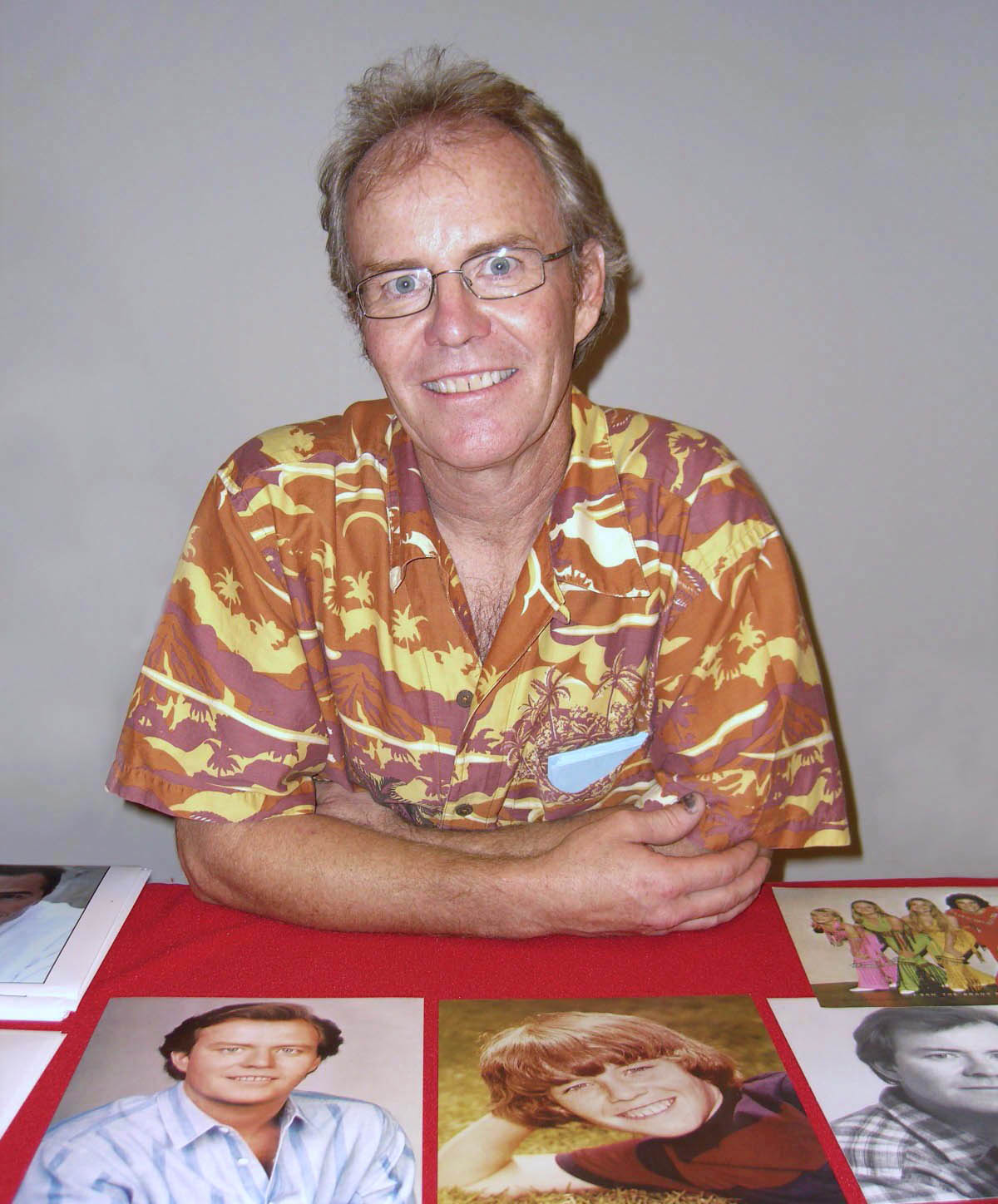

마이크 루킨랜드(Michael Paul Lookinland, 1960년 12월 19일 ~ )는 미국의 배우, 성우이다.

## 출연 작품

### 영화
- 타워링 (1974)
- 브래디 펀치 (1995)
- 컴백 차일드 (2003, Dickie Roberts: Former Child Star)

### 텔레비전
- 개구쟁이 6남매 (1969-74)
- 디즈니랜드 (1971) - 클로드 역